# Esvaecimento cervical

O colo do útero está localizado na parte inferior do útero e conecta a cavidade uterina à vagina. O colo do útero consiste em duas partes; a parte superior está na cavidade pélvica/abdominal e a inferior é intravaginal.

Apagamento cervical, amadurecimento cervical ou esvaecimento cervical refere-se ao afinamento e encurtamento do colo do útero. Esse processo ocorre durante o parto para preparar o colo do útero para a dilatação e permitir que o feto passe pela vagina. Embora seja um processo fisiológico normal que ocorre no final da gravidez, também pode ser induzido por medicamentos e procedimentos.
Durante a gestação, o colo do útero mantém a gravidez por meio do aumento da síntese de diversas proteínas. Essas proteínas têm interações definidas que permitem a formação de proteínas da matriz para ajudar a fortalecer o colo uterino. Perto do final da gravidez, ocorre uma série de processos bioquímicos mediados por hormônios que degradam o colágeno e a rede de fibras, permitindo o amadurecimento do colo do útero durante o parto. A falha no amadurecimento do colo uterino durante o trabalho de parto pode atrasar seu início e causar complicações. Os esforços atuais para induzir o parto incluem métodos farmacológicos, não farmacológicos, mecânicos e cirúrgicos.
O amadurecimento cervical tem sido realizado principalmente em ambiente hospitalar. Por vários motivos, como custo e preferência da paciente, a possibilidade de amadurecimento cervical ambulatorial vem sendo estudada.

## Mecanismo

### Fisiológico
Antes do apagamento, o colo do útero é semelhante a um gargalo longo, geralmente com cerca de quatro centímetros de comprimento. Durante a gravidez, o colo do útero permanece firmemente fechado e protegido por um tampão de muco. O apagamento é acompanhado pela dilatação cervical. Quando o colo do útero se apaga, o tampão mucoso se solta e é expelido pela vagina. O muco pode estar com vestígios de sangue, e a saída do tampão mucoso é chamada de sinal de sangramento (ou simplesmente "sinal"). À medida que o apagamento ocorre, o colo se encurta e é puxado para dentro do útero, tornando-se parte da parede uterina inferior.

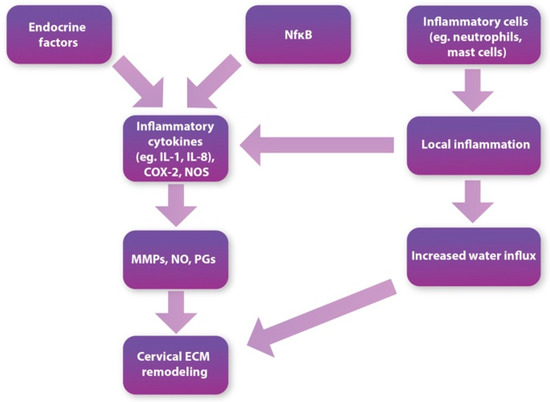
Diagrama mostrando um esboço das mudanças que ocorrem durante o amadurecimento cervical

### Histológico e bioquímico
Mais informações: Vias de sinalização que regulam o amadurecimento cervical humano em partos prematuros e a termo
Histologicamente, o colo do útero passa por mudanças significativas no final da gestação, permitindo o amadurecimento para a passagem do parto. Primeiro, há aumento na síntese cervical de hialuronano (HA), que aumenta a hidratação tecidual, catalisando a degradação do colágeno e das fibras de elastina. Segundo, há aumento na secreção de metaloproteinases da matriz que digerem componentes da matriz extracelular, incluindo proteoglicanos, laminina e fibronectina, encontrados no estroma cervical (paramétrio). Terceiro, devido à natureza do processo de apagamento cervical, enzimas e outros mediadores que regulam respostas alérgicas e inflamatórias também estão envolvidos. Um dos fatores imunomoduladores, os mastócitos, secreta mediadores inflamatórios que modulam o processo de amadurecimento cervical por meio da desgranulação. A histamina, um dos mediadores alérgicos liberados pelos mastócitos, mostrou relação causal com a contratilidade do músculo liso cervical. No entanto, as pesquisas ainda não são conclusivas.

## Avaliação e medição

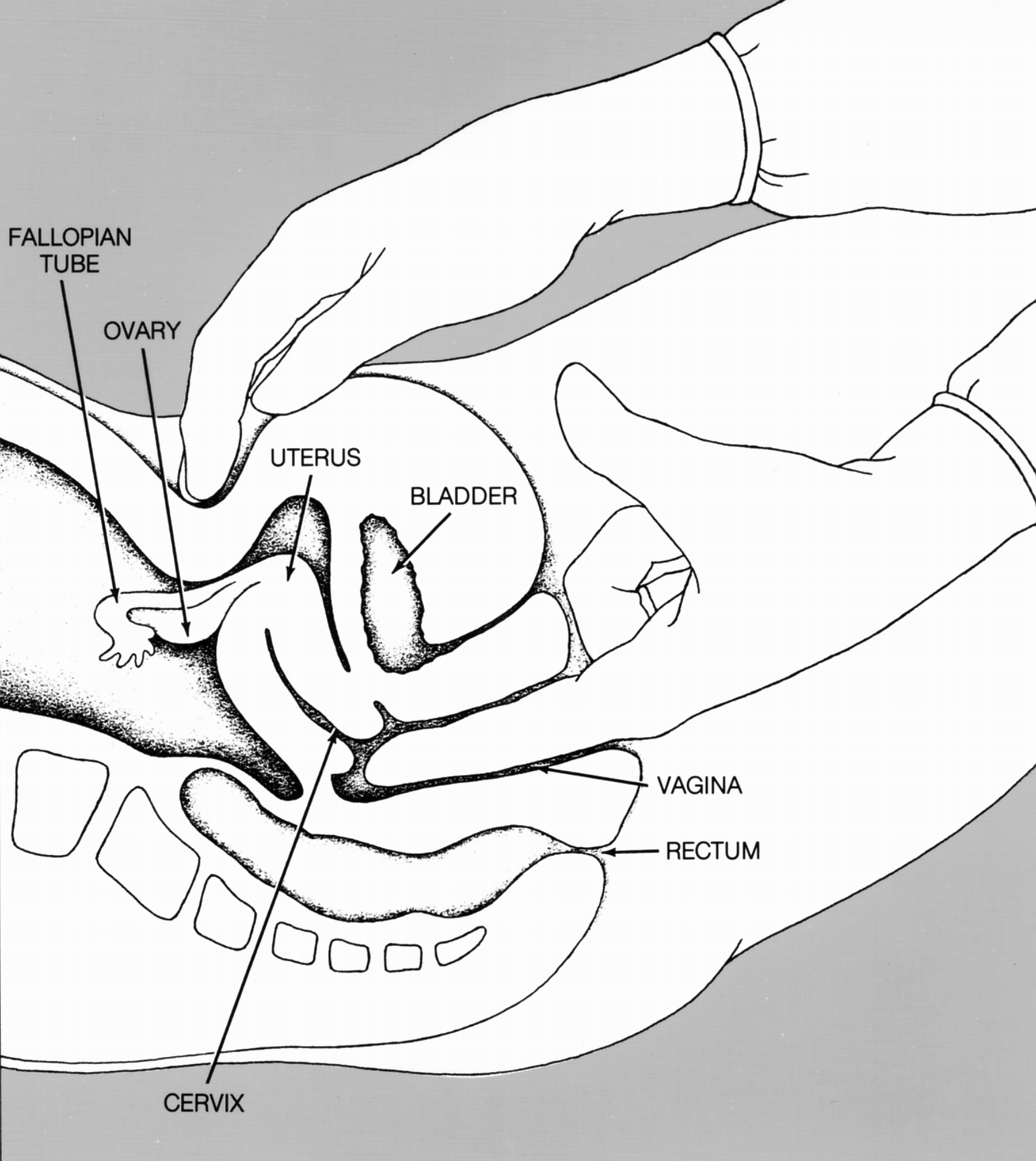
O exame pélvico digital é usado para medir a largura da abertura do colo do útero.

### Escore de Bishop
O Escore de Bishop é o método mais comum para avaliar a necessidade de indução do parto. A pontuação é baseada em um exame cervical digital e leva em consideração a dilatação cervical, posição, apagamento, consistência do colo do útero e a estação fetal.
- Dilatação cervical: mede o quanto o colo está dilatado em centímetros
- Posição: refere-se à posição do colo em relação à cabeça fetal e à pelve[10]
- Apagamento: avalia o afinamento e encurtamento do colo em comparação com o comprimento total
- Consistência: firmeza do colo do útero
- Estação fetal: posição da cabeça do feto em relação à pelve

A dilatação cervical, o apagamento e a estação fetal são pontuados de 0 a 3. A consistência e a posição do colo são pontuadas de 0 a 2. O escore total varia entre 0 e 13. Um escore de Bishop de 6 ou menos indica que a indução não é favorável e nenhum método será muito eficaz. Nesses casos, podem ser usados agentes de amadurecimento cervical. Um escore de 8 ou mais indica que a indução do parto é favorável e a possibilidade de um parto vaginal induzido será semelhante ao parto espontâneo.
O apagamento cervical é um componente importante do escore de Bishop e é relatado como porcentagem. 0% indica que o colo está em comprimento normal, 50% indica que o colo está com metade do comprimento esperado e 100% significa que o colo está extremamente fino.
O escore de Bishop foi modificado na prática médica atual. O método modificado considera apenas 3 parâmetros: dilatação, apagamento e estação fetal. Cada um é pontuado de 0 a 3, e um escore igual ou superior a 5 é considerado favorável para indução do parto.

### Outros métodos
Como o apagamento cervical é medido em porcentagem, o método requer consenso sobre um comprimento padrão do colo não apagado. Isso pode variar entre médicos, apresentando risco de erro, falha de comunicação e cuidado inadequado. Outros métodos de avaliação podem ser mais precisos que o escore de Bishop, como o uso do sistema métrico para medir o colo. A integração dessa métrica pode reduzir erros e suposições sobre o comprimento do colo.
Métodos de imagem também vêm sendo considerados. A Elastografia mede a rigidez e a deformabilidade de tecidos moles, podendo avaliar como o tecido cervical responde à pressão. Isso não pode ser avaliado manualmente e pode ser útil na previsão de parto prematuro ou a termo. Há dois tipos de elastografia: estática (mede deslocamento tecidual por compressão manual) e dinâmica (mede a velocidade de propagação da onda de cisalhamento). Ambos os métodos fornecem informações úteis sobre a rigidez cervical.

## Contraindicações
O amadurecimento cervical é contraindicado em gestações com as seguintes condições:
- Menos de 39 semanas de gestação, sem indicação médica[14]
- Histórico de cesariana
- Cirurgia uterina de grande porte

As contraindicações do amadurecimento cervical também incluem as do Parto vaginal.
Contraindicações absolutas:
- Apresentação pélvica (pés, franca, completa)
- Prolapso do cordão umbilical
- Má posição fetal
- Gêmeos siameses
- Gêmeos monoamnióticos
- Placenta prévia
- Histórico de ruptura uterina
- Infecção ativa por herpes genital

Contraindicações relativas:
- Peso fetal > 5 kg em gestante com diabetes
- Peso fetal > 4,5 kg em gestante sem diabetes
- Padrões não tranquilizadores da frequência cardíaca fetal

## Riscos e complicações
A indução do parto apresenta riscos para a mãe e para o feto. Os riscos relacionados ao apagamento cervical podem ser classificados nesses dois grupos.

### Risco para a mãe

#### Infecção
O amadurecimento cervical por cateter de balão transcervical pode aumentar o risco de infecção. Aproximadamente 11% das gestações desenvolvem infecção intraparto, 3% infecção pós-parto e 5% infecção neonatal. Apenas a infecção intraparto foi considerada clinicamente relevante.

#### Hiperestimulação uterina
O risco de hiperestimulação uterina é maior com dinoprostone e misoprostol vaginal do que com ocitocina e métodos mecânicos.
Hemorragia pós-parto
A hemorragia pós-parto, ou qualquer perda sanguínea superior a 1.000 mL, raramente ocorre em grupos ambulatoriais e hospitalares. No entanto, as mulheres ainda estão em risco de hemorragia e devem ser monitoradas.

### Riscos fetais

#### Autismo
A desregulação da ocitocina tem sido associada ao autismo ou transtorno do espectro autista. Como a ocitocina é um dos métodos usados para o amadurecimento cervical, o Comitê de Prática Obstétrica do Colégio Americano de Obstetras e Ginecologistas revisou pesquisas existentes e concluiu que não há evidências suficientes de uma ligação causal entre apagamento cervical por ocitocina e autismo/TEA.

#### Sofrimento fetal ou hiperestimulação
O misoprostol oral em baixa dose para indução do parto está associado a menor risco de sofrimento fetal do que o misoprostol administrado por via vaginal.
O uso de dinoprostone vaginal está associado a maior risco de hiperestimulação fetal, com ou sem alterações da frequência cardíaca.

### Amadurecimento cervical em ambiente ambulatorial e hospitalar
O amadurecimento cervical hospitalar ou ambulatorial com dinoprostone vaginal ou cateteres de balão em gestações de baixo risco não apresenta diferenças nas taxas de cesariana. O uso de dinoprostone vaginal em ambiente ambulatorial ou hospitalar apresenta taxas semelhantes de morbidade neonatal, cesariana e início do trabalho de parto. As evidências sobre o uso do misoprostol em ambiente ambulatorial versus hospitalar foram insuficientes para conclusões.

## Métodos

### Farmacológicos
- Ocitocina[23][13][9]

A ocitocina é um dos medicamentos mais usados para o apagamento cervical. É administrada em infusão para iniciar ou aumentar as contrações uterinas. Peridurais costumam ser usadas em conjunto para analgesia. A ocitocina também pode ser associada à amniorrexe artificial ou ao uso de cateteres de balão para intensificar as contrações.
- Misoprostol[13][9][24]

O misoprostol é um medicamento que induz contrações e pode ser usado para apagamento cervical. Quando associado a cateteres de balão, aumenta a chance de parto vaginal em até 24 horas após a aplicação. É um tipo de prostaglandina disponível mundialmente. Também pode ser utilizado para interrupção precoce da gravidez.
- Dinoprostone[13][25]

Também pertencente à classe das prostaglandinas, a dinoprostone aumenta as contrações. Está disponível em forma de gel e de inserto vaginal. Ambos são seguros e eficazes, mas um estudo mostrou que em mulheres com escore de Bishop ≤ 4, o inserto vaginal foi cerca de 20% mais eficaz na indução de parto vaginal espontâneo.

### Não farmacológicos
- Folha de framboesa vermelha[26][9]

O chá de folha de framboesa vermelha é uma opção fitoterápica. Um estudo observacional retrospectivo de 1999 indicou menor tempo médio de trabalho de parto no grupo que usou a erva, embora sem significância estatística.
- Banho morno[27]

O banho morno é usado por parteiras para aliviar a dor do parto e também induzir contrações. Um estudo de 2019 mostrou aumento da dilatação cervical e do número de contrações, especialmente no grupo que combinou banho e bola de parto. Recomenda-se cautela para evitar água muito quente, que pode causar sofrimento fetal.

### Mecânicos
- Cateter de balão[28][9]

Os cateteres de balão podem ser inseridos no colo do útero durante a gravidez para induzir o parto. O balão é inflado com solução salina, aumentando a pressão sobre o colo e simulando a pressão exercida pela cabeça fetal, acelerando o processo.
- Dilatador higroscópico[29][9]

O dilatador higroscópico é inserido no colo e se expande ao absorver a umidade do trato genital. Também pode ser usado para interrupção precoce da gravidez.
Um estudo conduzido no Japão entre 2012 e 2014 mostrou que as taxas de parto a termo foram equivalentes entre os grupos que usaram cateter de balão e dilatador higroscópico.

### Cirúrgicos
- Amniotomia[13][9][30]

A amniotomia é um procedimento em que um gancho é inserido para perfurar as membranas amnióticas, provocando a saída do líquido que envolve o feto. Pode ser realizada tanto para amadurecimento cervical quanto para avaliação do estado fetal, pois permite introduzir dispositivos de monitoramento no saco amniótico. A confirmação de sucesso ocorre quando o líquido amniótico escorre imediatamente após a ruptura. Certas colorações do líquido podem indicar sofrimento fetal, por isso a observação é essencial.
- Descolamento de membranas[9][31]

O descolamento de membranas, também chamado de "varredura de membranas", é um procedimento em que o obstetra insere o dedo no colo do útero e realiza movimentos circulares para separar a membrana amniótica da parede uterina. É considerado um método de baixo custo em comparação com outros. No entanto, pode trazer riscos: pode romper o saco amniótico em cerca de 1 em cada 10 mulheres submetidas, levando à necessidade de indução formal em até 24 horas. Além disso, pode ser doloroso, causar sangramento e contrações irregulares. Também não é eficaz em 7 de cada 8 mulheres submetidas ao procedimento.